# Comté de Murray (Australie)
Pour les articles homonymes, voir Comté de Murray.
Le comté de Murray (en anglais : Murray Shire) est une ancienne zone d'administration locale située dans la Riverina au sud-ouest de la Nouvelle-Galles du Sud en Australie.
Le comté comprenait les seules villes de Mathoura et Moama.
Le 12 mai 2016, il fusionne avec le comté voisin de Wakool pour former le conseil du Murray.